# RTR Moldova
RTR Moldova — бывший молдавский телеканал, созданный на базе российского международного телеканала «РТР-Планета» и вещавший до 2022 года на русском (преимущественно) и на молдавском языках. Телеканал транслировал телесериалы производства «ВГТРК», а также собственные передачи, среди которых «Вести-Moldova», «7 zile», «Азбука вкуса» и «Новое Утро».

## История
1 июня 2004 года компания «TeleDixi» начала ретрансляцию телеканала «РТР-Планета» в Молдавии. До этого компания ретранслировала телеканал «Россия» с молдавской рекламой.
3 июня 2005 года вместо телеканала «РТР-Планета» компания «TeleDixi» запустила молдавскую версию российского телеканала «СТС».
В 2010 году компания «TV-Comunicaţii Grup» запустила телеканал «РТР-Планета СНГ» с молдавской рекламой. Первоначально телеканал, который был ретранслятором «РТР-Планета», носил название «TV COM». В январе 2013 году был перезапущен как «RTR Moldova» и тем самым, стал доступен во многих кабельных сетях Молдовы.
20 сентября 2013 года вышло ток-шоу собственного производства «Пятница с Анатолием Голя».
1 сентября 2014 года на телеканале вышла молдавская версия российской информационной телепрограммы «Вести» — «Вести-Moldova».
16 октября 2016 года на телеканале вышла новая информационная программа «Вести недели в Молдове».
В феврале 2018 года «RTR Moldova», в связи с запретами, внесёнными Кодексом о телевидении и радио Республики Молдова, убрал с эфира российские «Вести» и информационно-аналитические программы производства ВГТРК. Некоторые репортажи российских «Вестей» показывались в некоторых выпусках информационной программы «Вести-Moldova», после чего телеканал оштрафовали на 50 тыс. леев.
В марте 2019 года «RTR Moldova» видоизменил логотип и теперь по синему прямоугольнику со словом «MOLDOVA» проходит анимированный блик, аналогичный на телеканалах «Россия-1» и «РТР-Планета».
1 августа 2019 года «RTR Moldova» вместе с телеканалом «JurnalTV» сменил параметры вещания со спутника «Astra 4A» (4.8° в. д.) и перешёл на формат высокой четкости (HD).
1 января 2020 года «RTR Moldova» прекратил вещание со спутника «Astra 4A».
16 декабря 2022 года Комиссии по чрезвычайным ситуациям Молдавии приостановила лицензию телеканала. После этого было объявлено, что передачи и новостные программы RTR Moldova будут доступны на телеканале «Cinema 1».
В конце декабря 2023 года Совет по телевидению и радио Молдавии по требованию учредителей канала отозвал лицензию на его вещание.